# Edward T. Schafer
Edward Thomas „Ed” Schafer (ur. 8 sierpnia 1946 w Bismarck, Dakota Północna) – amerykański polityk, członek Partii Republikańskiej. W latach 1992–2000 roku pełnił funkcję gubernatora stanu Dakota Północna, a w okresie od 28 stycznia 2008 do 20 stycznia 2009 był sekretarzem rolnictwa.